# Macon (Illinois)
Macon és una població dels Estats Units a l'estat d'Illinois. Segons el cens del 2000 tenia 1.213 habitants.

## Demografia
Segons el cens del 2000, Macon tenia 1.213 habitants, 467 habitatges, i 346 famílies. La densitat de població era de 532,2 habitants/km².
Dels 467 habitatges en un 36,6% hi vivien nens de menys de 18 anys, en un 60,6% hi vivien parelles casades, en un 9,2% dones solteres, i en un 25,9% no eren unitats familiars. En el 24% dels habitatges hi vivien persones soles el 12,2% de les quals corresponia a persones de 65 anys o més que vivien soles. El nombre mitjà de persones vivint en cada habitatge era de 2,51 i el nombre mitjà de persones que vivien en cada família era de 2,98.
Per edats la població es repartia de la següent manera: un 26% tenia menys de 18 anys, un 6,3% entre 18 i 24, un 27,3% entre 25 i 44, un 21,4% de 45 a 60 i un 19,1% 65 anys o més.
L'edat mediana era de 40 anys. Per cada 100 dones de 18 o més anys hi havia 84,4 homes.
La renda mediana per habitatge era de 40.917 $ i la renda mediana per família de 48.583 $. Els homes tenien una renda mediana de 35.333 $ mentre que les dones 22.917 $. La renda per capita de la població era de 18.029 $. Aproximadament el 5,1% de les famílies i el 5,8% de la població estaven per davall del llindar de pobresa.

## Poblacions més properes
El següent diagrama mostra les poblacions més properes.